# Normatività
A livello semantico, la parola normatività è l'astrazione dell'aggettivo normativo e del sostantivo norma, tuttavia i dizionari spesso insistono su una singola accezione che è quella di conformità alla norma.  
A livello concettuale, anche se spesso sottaciuta nei dizionari, la seconda nozione del termine astratto di normatività coincide con altri astrattismi, che sono quello di impositività e capacità autoimpositiva, e ancora di effettività, quindi di innata forza  cogente di ogni singola norma, valutata nel suo specifico essere che la distingue e la rende univoca, vale a dire norma omogenea rispetto alle altre che reciprocamente sono norme eterogenee. Questa seconda nozione rivolge il punto sulla dipendenza della normatività sia dalla autorevolezza e dalla democraticità della autorità che ha prodotto la norma, sia dall'esercizio di poteri di controllo per l'osservanza.

## Campi concettuali
La nozione di normatività è usata tradizionalmente in diversi campi senza che vi sia un’unica nozione per uniformarne l'uso. :
- Nel campo del diritto, si studia la normatività delle leggi e delle consuetudini, mentre l'accumularsi di decisioni giurisprudenziali può  creare nuovo diritto, con maggiore o minor grado di osservanza
- Nel campo della morale, della filosofia e della religione esiste il problema  della normatività dei giudizi di valore specie di quelli che rivendicano validità universale e transculturale.
- Nel campo della sociologia, si pone la questione della normatività della norma sociale, studiata per comprendere come determinate pratiche collettive impongono agli individui parametri di comportamento e interpretazione standardizzati. Si parla inoltre di eteronormatività.
- Nel campo ristretto della epistemologia, si indaga la normatività di certe affermazioni o certi comportamenti per valutare quanto possano descrivere correttamente questi fenomeni in modo puramente oggettivo, senza mobilitare paralleli giudizi di valore che rivestono carattere soggettivo.
- L’uso del concetto di normatività nel diritto internazionale è spesso accantonato. Si pensi alla capacità della Nazioni Unite di agire quale organismo dotato di pieni ed effettivi poteri in grado di imporre i patti, le norme e le garanzie della pace nel mondo .  Pochi dubitano che le ripetute violazioni e le interpretazioni tendenziose e fuorvianti  delle pacifiche norme internazionali, cioè la  loro non normatività, sia frutto dello unilateralismo di vedute e interessi da parte delle superpotenze

## La normatività biologica secondo Canguilhem
Nella sua tesi del 1943 intitolata Il normale e il patologico, il medico-filosofo Georges Canguilhem (1904-1995) difende l'idea che esista una normatività biologica, cioè un potere (nell'organismo vivente) di definire i propri standard del funzionamento per definire da sé cosa è normale e cosa è patologico per esso.